# June Knight
June Knight, nome d'arte di Margaret Rose Vallikett (Los Angeles, 22 gennaio 1913 – Los Angeles, 16 giugno 1987), è stata un'attrice e ballerina statunitense.

## Biografia
Per curare i molti problemi di salute di cui soffrì fin dall'infanzia, la sua famiglia le impose un particolare regime di vita che prevedeva anche l'apprendimento del canto per rafforzare i polmoni e della danza per fortificare le gambe. Grazie alla sua abilità nella danza, si avvicinò al mondo dello spettacolo, dapprima come componente dei corpi di ballo che nelle sale cinematografiche facevano da prologo ai film muti dell'epoca, poi entrando, nel 1928, nella compagnia di danza della Warner Brothers.

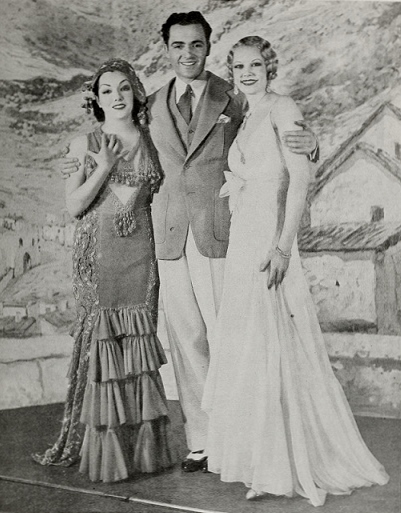
Con Lupe Vélez e Charles 'Buddy' Rogers nel musical Hot-Cha!

Utilizzando a quel tempo il nome d'arte di Marie Valli, nel 1929 ottenne la sua prima parte, non accreditata, nel musical a colori On with the Show! di Alan Crosland, poi fu ballerina di fila al Lyric Theatre di Broadway nel musical Fifty Million Frenchmen, ma presto dovette tornare a Los Angeles per occuparsi della madre malata. Fece poi parte della compagnia che portò in scena il musical Crazy Girl con Ethel Merman e Ginger Rogers.
Ottenne una piccola parte nel film Madame Satan (1930) di Cecil B. DeMille e fu impiegata come controfigura di Greta Garbo nella famosa scena di danza orientale nel film Mata Hari (1931). Quell'anno fece coppia con Jack Holland esibendosi nel Cocoanut Grove, un noto nightclub di Los Angeles. Fu il suo compagno a darle lo pseudonimo “June Knight” che lei manterrà definitivamente.
Nel marzo del 1932 apparve ancora a Broadway nel musical Hot-Cha!, seguito dalla commedia musicale Take a Chance. Nel 1933 partecipò alla versione cinematografica di quest'ultima e al film musicale Ladies Must Love. Nel 1934 recitò in Cross Country Cruise, in Wake Up And Dream e in Gift of Gab. Nel novembre di quell'anno sposò l'agente di cambio Paul Ames, ma il matrimonio durò soltanto due settimane. Nel 1935 prese parte al film musicale Broadway Melody of 1936, ebbe una particina in Abbasso le bionde e poi tornò a Broadway per recitare da ottobre al marzo successivo nel musical Jubilee. Finite le repliche, partì per Londra, dove fu protagonista in teatro di due riviste di successo e di due film, Appuntamento alle 5 (1937) Frederic Zelnik e Vogliamo la celebrità (1938) di René Clair.
Tornata negli Stati Uniti, nel 1938 June Knight interpretò una parte secondaria nel film Vacation from Love e sposò il ricchissimo petroliere texano Arthur Cameron. Nel 1940 prese parte al suo ultimo film, L'isola degli uomini perduti, e tre anni dopo divorziò. Fu a Broadway ancora nel 1946 per il musical The Would-Be Gentleman, tratto da Molière, e nel 1947 per Sweethearts, con il quale concluse anche la sua carriera teatrale.
Nel 1949 sposò Carl Squier, amministratore delegato della Lockheed Aircraft, col quale visse fino alla morte di lui, avvenuta nel 1967. Due anni dopo si risposò con Jack Buehler, altro amministratore della Lockheed. June Knight morì nel 1987, a 74 anni, e fu sepolta nel Valhalla Memorial Park di Hollywood. 

## Riconoscimenti
Il suo nome è ricordato da una stella sulla Hollywood Walk of Fame, al numero 6247 dell'Hollywood Boulevard.

## Filmografia

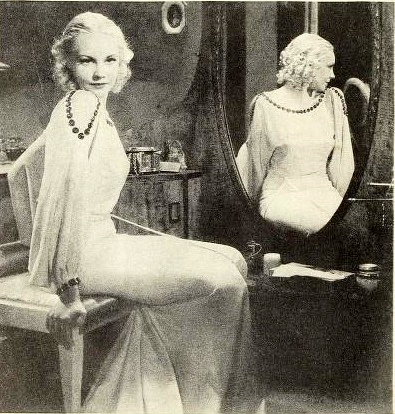
Nel film Ladies Must Love

- On with the Show!, regia di Alan Crosland (1929)
- Madame Satan (Madam Satan), regia di Cecil B. DeMille (1930)
- Ladies Must Love, regia di Ewald André Dupont (1933)
- Take a Chance, regia di Monte Brice e Laurence Schwab (1933)
- Cross Country Cruise, regia di Edward Buzzell (1934)
- Gift of Gab, regia di Karl Freund (1934)
- Wake Up and Dream, regia di Kurt Neumann (1934)
- Follie di Broadway 1936 (Broadway Melody of 1936), regia di Roy Del Ruth (1935)
- Abbasso le bionde (Redheads on Parade), regia di Norman Z. McLeod (1935)
- Appuntamento alle 5 (The Lilac Domino), regia di Frederic Zelnik (1937)
- Vogliamo la celebrità (Break the News), regia di René Clair (1938)
- Vacation from Love, regia di George Fitzmaurice (1938)
- L'isola degli uomini perduti (The House Across the Bay), regia di Archie Mayo (1940)

## Fonti
- (EN)  University of Wyoming. Inventory of the June Knight papers, 1858-1987. Archiviato il 13 giugno 2018 in Internet Archive.